# Edward Berger
Edward Berger é um diretor e roteirista suíço, nascido na Alemanha Ocidental. Em 2023 ganhou o Oscar de melhor filme internacional por seu trabalho no filme alemão "Nada de Novo no Front".